# 千家排水库
千家排水库是中国浙江省衢州市常山县境内的一座水库，位于信江支流球川溪上，建于1970年。水库正常库容为1593万立方米，集雨面积为27平方千米，海拔为216米。